# Kafka (televisieprogramma)
Kafka was een Vlaams televisieprogramma dat in 2017 werd uitgezonden op VTM.
De ondertitel van het programma is: "Waarom makkelijk, als het ook moeilijk kan".

## Afleveringen
| Afl. | Titel                          | Gastrollen                                   |
| ---- | ------------------------------ | -------------------------------------------- |
| 1    | Overheidsbedrijf/containerpark | Jens Dendoncker, Bert Huysentruyt            |
| 2    | Keuring/ziekenkas              | Soe Nsuki, Marjan De Schutter, Erhan Demirci |
| 3    | Elektroszaak/ziekenhuis        |                                              |
| 4    | Bank/luchthaven                |                                              |
| 5    | Bedrijfsfeest/restaurant       |                                              |
| 6    | Fitness/bibliotheek            |                                              |
| 7    | Postkantoor/bouwwerf           |                                              |
| 8    | Overheidsbedrijf/supermarkt    |                                              |

## Cast
- Tom Audenaert
- Ingrid De Vos
- Tania Van Der Sanden
- Mathias Sercu
- Eric Kloeck
- Dirk Van Dijck
- Steve Geerts
- Gert Portael
- Günther Lesage
- Bruno Mazerel
- Goele Derick
- Sid Van Oerle
- Flor Declair
- Pieter Piron
- Iris Van Cauwenberghe
- Michael Vergauwen
- Tiny Bertels
- Stefaan Degand
- Lukas Bulteel
- Frank Focketyn
- Karlijn Sileghem
- Ilse De Koe
- Nico Sturm